# Rosewater
Pour plus de détails, voir Fiche technique et Distribution.
Rosewater est un film américain coproduit, écrit et réalisé par Jon Stewart, sorti en 2014.
Première réalisation de l'animateur et humoriste Jon Stewart, il s'agit de l'adaptation du récit du journaliste Maziar Bahari (en) publié sous le titre Then They Came for Me (en) en 2011, dont l'emprisonnement est lié à une interview qu'il a faite en 2009 pour The Daily Show, l'émission animée par Stewart depuis 1998 ; les autorités iraniennes ont présenté l'interview comme étant une preuve que Bahari était en communication avec un espion américain,.

## Synopsis
En 2009, Maziar Bahari (en), un journaliste canado-iranien est interviewé par le correspondant du Daily Show, Jason Jones (en). Par la suite, il est emprisonné et torturé dans la prison d'Evin durant plus de 118 jours.
Le titre du film, Rosewater (littéralement « eau de rose »), fait référence à l'odeur de l'un des interrogateurs de Bahari. Celui-ci avait habituellement les yeux bandés pendant les séances d'interrogatoire, et l'eau de rose était le seul moyen de reconnaître son bourreau.

## Fiche technique
- Titre original : Rosewater
- Réalisation : Jon Stewart
- Scénario : Jon Stewart d'après le récit Then They Came for Me (en): A Family's Story of Love, Captivity, and Survival de Maziar Bahari et Aimee Molloy
- Direction artistique : Gerald Sullivan
- Décors : Gerald Sullivan
- Costumes : Phaedra Dahdaleh
- Son : Dave Paterson
- Photographie : Bobby Bukowski
- Montage : Jay Rabinowitz (en)
- Musique : Howard Shore
- Production : Gigi Pritzker, Scott Rudin et Jon Stewart
- Sociétés de production : Busboy Productions et OddLot Entertainment
- Sociétés de distribution : Open Road Films (en) (États-Unis)
- Budget : 10 000 000 $
- Pays d'origine : États-Unis
- Langue originale : anglais
- Format : couleur -
- Genre : Drame
- Durée : 103 minutes
- Dates de sortie :
  -  États-Unis : 29 août 2014 (Festival du film de Telluride 2014) ; 14 novembre 2014 (sortie nationale)

## Distribution
- Gael García Bernal : Maziar Bahari (en)
- Shohreh Aghdashloo : Moloojoon
- Golshifteh Farahani : Maryam
- Kim Bodnia : Rosewater
- Jason Jones : lui-même
- Haluk Bilginer : Baba Akbar
- Dimitri Leonidas : Davood
- Nasser Faris : Haj Agha
- Andrew Gower : Jimmy
- Numan Acar : Rahim
- Arian Moayed : Hamid

## Production
Rosewater a été tourné en Jordanie de juin à mi-août 2013, pour un budget de 10 millions de dollars. Pendant le tournage, Stewart a été remplacé par John Oliver pour la présentation du Daily Show.
Stewart a été aidé par J. J. Abrams sur l'écriture du film.

## Distinctions

### Récompenses
- National Board of Review Awards 2014 : NBR Freedom of Expression

### Nominations et sélections
- Festival du film de Londres 2014
- Festival du film de Telluride 2014
- Festival international du film de Toronto 2014 : sélection « Special Presentations »